# ドイツ・フォーラム党
ドイツ・フォーラム党（ドイツ語: Deutsche Forumpartei, DFP）はドイツ民主共和国（東ドイツ）の末期に存在した政党。ベルリンの壁崩壊後の1990年1月27日、カール＝マルクス＝シュタット（現ケムニッツ）において市民団体・新フォーラムから分かれる形で創設。党首は Jürgen Schmieder で、自身を政治的中道に位置づけていた（実際には中道右派の色彩が強かった）。
東ドイツ最初で最後の自由選挙となった1990年3月18日の人民議会選挙に際してはキリスト教民主同盟が主導する保守政党連合「ドイツ連合」(Allianz für Deutschland)に招かれたが断り、代わりに世俗主義的な自由主義勢力による政党連合「自由民主同盟」（Bund Freier Demokraten, BFD）を組んで5.3％の得票で21議席を獲得した。その後、BFDを組んだ他党とともに、1990年8月11日に西ドイツ側の自由民主党にドイツ再統一に先んじて吸収合併された。